# 奥尔贝桑
奥尔贝桑（法語：Orbessan，法語發音：[ɔʁbɛsɑ̃]）是法国热尔省的一个市镇，属于欧什区。

## 地理
奥尔贝桑（43°32'38"N, 0°36'35"E）面积8.24 平方千米，位于法国奧克西塔尼大區热尔省，该省份为法国西南部内陆省份，北起顺时针与洛特-加龙省、塔恩-加龙省、上加龙省、上比利牛斯省、大西洋比利牛斯省和朗德省接壤。
与奥尔贝桑接壤的市镇（或旧市镇、城区）包括：布卡涅尔、迪尔邦、拉瑟布普罗普尔、桑桑、特拉韦塞尔。

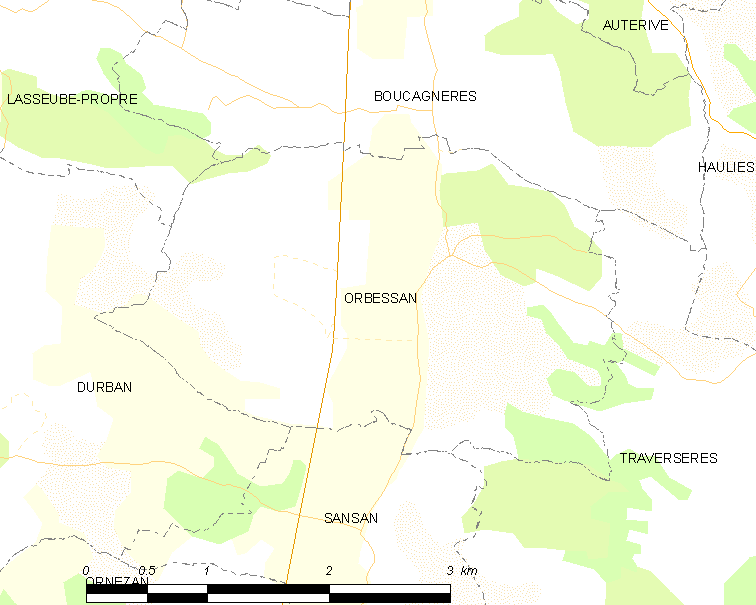
奥尔贝桑的OSM定位图

奥尔贝桑的时区为UTC+01:00、UTC+02:00（夏令时）。

## 行政
奥尔贝桑的邮政编码为32260，INSEE市镇编码为32300。

## 政治
奥尔贝桑所属的省级选区为欧什第三县。

## 人口

1962-2008年间奥尔贝桑人口变化图示

奥尔贝桑于2022年1月1日时的人口数量为270人。